# Melaloncha anaticula
Melaloncha anaticula är en tvåvingeart som beskrevs av Brown 2004. Melaloncha anaticula ingår i släktet Melaloncha och familjen puckelflugor.
Artens utbredningsområde är Ecuador. Inga underarter finns listade i Catalogue of Life.